# Declaració dels Drets de la Dona i de la Ciutadana
La Declaració dels drets de la dona i de la ciutadana és un text jurídic francès que exigeix la plena assimilació legal, política i social de les dones, redactat el setembre del 1791 per Olympe de Gouges, sobre el model de la Declaració dels Drets de l'Home i del Ciutadà, proclamada el 26 d'agost del 1789, i publicat al tríptic Els drets de la dona, adreçat a la reina. Fou el primer document a evocar la igualtat jurídica i legal de les dones respecte als homes; la Declaració dels drets de la dona i de la ciutadana fou redactada per tal de ser presentada a l'Assemblea nacional el 28 d'octubre del 1791 per ser-hi adoptada.
La Declaració dels drets de la dona i de la ciutadana constitueix un pastitx crític de la Declaració dels Drets de l'Home i del Ciutadà, que enumera drets aplicant-se només als homes; aleshores, les dones no disposaven del dret de vot, de l'accés a les institucions públiques, a les llibertats professionals, als drets de propietat, etc. L'autora hi defensa, no sense ironia pel que fa als prejudicis masculins, la causa de les dones, i escriu així: «la dona neix lliure i és igual en drets a l'home». Així es veia denunciat el fet que la revolució oblidava les dones en el seu projecte de llibertat i d'igualtat.

## Orígens
L'evolució del concepte de drets humans s'efectua de manera conforme amb la Il·lustració i els esdeveniments que ha conegut. Encara que aquesta noció hagi estat llançada per primera vegada el 1776 en la Declaració dels Drets de la Virgínia i després, en la Revolució, en la Declaració dels Drets de l'Home i del Ciutadà (1789), cap d'aquests documents no pren en consideració les dones.

### Articles
Article I
El primer article de la Declaració dels drets de l'home i del ciutadà proclama que "els homes neixen i continuen sent lliures i iguals en drets. Les distincions socials només es poden basar en la utilitat comuna". El primer article de la Declaració dels Drets de la Dona i la Ciutadana respon: [Es necessita una cita] "La dona neix lliure i segueix sent igual a l'home en drets. Les distincions socials només es poden basar en la utilitat comuna".
Article II i article III
Els articles II i III amplien els articles de la Declaració dels drets de l'home i del ciutadà per incloure tant a dones com a homes en les seves declaracions.
Article IV
L'article IV declara que "l'únic límit per a l'exercici dels drets naturals de la dona és la tirania perpètua que l'home oposa" i que "aquests límits han de ser reformats per les lleis de la naturalesa i la raó". En aquesta declaració, de Gouges afirma específicament que els homes s'han oposat tirànicament als drets naturals de les dones i que aquests límits han de ser reformats per les lleis d'una organització política per tal de crear una societat justa i que protegeixi els drets naturals de tots. .
Article V
L'article V no modifica la Declaració dels drets de l'home i del ciutadà.
Article VI
De Gouges amplia el sisè article de la Declaració dels Drets de l'Home i del Ciutadà, que declara el dret dels ciutadans a participar en la formació de la llei, a: "Tots els ciutadans, incloses les dones, són igualment admissibles a totes les dignitats públiques, els càrrecs i ocupacions, segons la seva capacitat, i sense cap altra distinció que la de les seves virtuts i talents ".
Articles VII
A través de IX amplieu de nou els articles de la Declaració dels Drets de l'Home per incloure tant dones com homes en les seves declaracions.
Article X
A l'article X, de Gouges crida l'atenció sobre el fet que, segons la legislació francesa, les dones eren totalment punibles, tot i que se'ls negava la igualtat de drets, declarant: "Les dones tenen dret a pujar al cadafal, també han de tenir el dret de muntar la tribuna del parlant ". Aquesta afirmació continuaria sent coneguda i estenent-se a un públic ampli.
Article XI
De Gouges declara, a l'article XI, que a una dona se li hauria de permetre identificar el pare del seu fill o fills.
Article XII
En aquest article s'explica que la declaració d'aquests drets per a les dones és un gran benefici per a la societat i no només beneficia a les persones protegides per aquesta. Segons el seu biògraf, Olivier Blanc, de Gouges va afirmar que s'inclouria aquest article per explicar als homes el benefici que rebrien del suport d'aquesta Declaració malgrat els consells que li van donar la Societat dels Amics de la Veritat.
Article XIII
A través del XVI, amplia l 'article de la "Declaració dels Drets de l' Home i del Ciutadà" per incloure tant a dones com a homes en les seves declaracions.
Article XVII
El dissetè article de la Declaració expressa la igualtat sexual del matrimoni i que en casar-se, les dones i els homes es troben iguals als ulls de la llei. - Això vol dir que en cas de divorci, la propietat es reparteix de manera uniforme entre les parts implicades i no es pot confiscar la propietat sense motius per part de les dones (ja que no es confisquen dels homes).

## Anàlisi

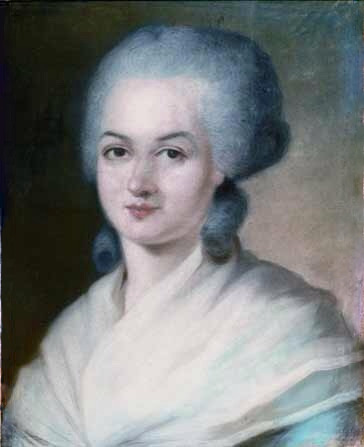
Olympe de Gouges (1748-1793), redactora de la Declaració

Inspirant-se de manera clara en la Declaració dels Drets de l'Home i del Ciutadà, la Declaració dels Drets de la Dona i de la Ciutadana es compon igualment d'un preàmbul (adreçat a Marie-Antoinette) i de 17 articles. No es tracta simplement d'un contraprojecte per a les dones. És clar que la nació és formada pels dos sexes en comú (art. III). En molts llocs, Olympe de Gouges ha reemplaçat «l'home» per «la dona i l'home», per tal d'aclarir la concordança entre els dos sexes. L'article VII enuncia fermament que no hi ha drets especials per a les dones: «Cap dona no és eximida; és acusada, és aturada i és detinguda en els casos determinats per la llei».
Mentre que, en els articles I i II, les reivindicacions corresponen àmpliament a la llibertat, la igualtat, la seguretat, el dret a la propietat i el dret de resistir a l'opressió, la noció de llibertat amb Gouges es diferencia de la definició antinòmica del 1789 («La llibertat consisteix a fer tot el que no perjudica altri»). L'article IV estipula, en efecte, que «la llibertat i la justícia consisteixen a tornar tot el que pertany a altri». Així, la llibertat està vinculada a la justícia i les dones volen menys un creixement de les seves llibertats que els drets naturals que els pertoca en néixer.
La Declaració dels Drets de la Dona i de la Ciutadana es desvia també considerablement de la Declaració dels Drets de l'Home i del Ciutadà en l'article XI, en què la llibertat de pensament i d'opinió ha de permetre específicament, segons Gouges, a les mares, de «dir lliurement, soc mare d'un nen que us pertany, sense que un prejudici bàrbar la forci a dissimular la veritat».
Un principi de base de Gouges és que la identitat dels deures ha d'implicar la dels drets (com, per exemple, la imposició) (art. XIII a XV). Olympe reclamava un tractament igualitari envers les dones en tots els àmbits de la vida, tant públics com privats: dret al vot i a la propietat privada, poder participar en l'educació i en l'exèrcit, i exercir càrrecs públics, aconseguint fins i tot demanar la igualtat de poder en la família i en l'Església. La declaració més cèlebre de la seva Declaració és: «La dona té el dret de pujar al cadafal; ha de tenir igualment el de pujar a la tribuna» (art. X).
Els homes que dirigien la Revolució eren, amb rares excepcions, fins i tot per als més radicals, lluny de compartir aquest enfocament feminista. La seva oposició a la pena de mort, el seu suport anunciat als girondins després de la seva caiguda, entre d'altres, li valdran ser arrestada i guillotinada el 3 de novembre del 1793.